# PowerPlay Manager
Powerplay Manager (afkomstig van het Engelse Powerplay) is een online spel uit Slowakije dat momenteel in 33 talen beschikbaar is. Het project was officieel in maart 2007 door de ontwikkelaars opgestart en de registratie procedure ging op juni 2007 van start met de eerste versie van het manageraccount. Het project is niet aangemaakt door een professioneel team, maar de interesse van de internetgemeenschap is groot – er waren meer dan 80 000 geregistreerde managers op september 2008.
Het is een gratis manager game met als doel een verzameling sporten vrij te geven: voetbal, Formule 1, tennis, basketbal, handbal, volleybal, biatlon, honkbal en vooral ijshockey
Om te spelen is slechts een computer met internetverbinding nodig en natuurlijk een browser. Zoals de meeste andere sportmanagergames, bijvoorbeeld Hattrick, krijgen de managers een team dat ze naar de overwinning moet leiden, zodat men in de hoogste divisies terechtkomt. Hiertoe kan men spelers op de transfermarkt kopen, naar jonge talenten scouten, sponsors, etc.